# Valle del Ambroz
El Valle del Ambroz (extremeny Valli el Ambrós) és una comarca d'Extremadura situada a la zona nord de la província de Càceres. Ocupa una superfície de 235 km² i té una població que supera els 8000 habitants.

## Municipis
- Abadía.
- Ahigal.
- Aldeanueva del Camino.
- Baños de Montemayor.
- Casas del Monte.
- La Garganta
- La Granja.
- Gargantilla
- Guijo de Granadilla.
- Jarilla.
- Hervás.
- Mohedas de Granadilla.
- Oliva de Plasencia.
- Santibáñez el Bajo.
- Segura de Toro.
- Villar de Plasencia.